# Saint-Just (Lyon)
Saint-Just is een wijk in het 5e arrondissement van de Franse stad Lyon gelegen op de heuvel Fourvière. Het is voornamelijk een woonwijk. Hoog boven de stad gelegen, geven meerdere punten in deze wijk een groots uitzicht over Lyon. De wijk is bereikbaar met de kabelspoorweg van Saint-Just, een lijn van de kabelspoorwegen van Lyon, vanaf het metrostation Vieux Lyon - Cathédrale Saint-Jean, via de stations Minimes - Théâtres Romains en Saint-Just. 